# GN Возничего
GN Возничего (лат. GN Aurigae) — одиночная переменная звезда в созвездии Возничего на расстоянии (вычисленном из значения параллакса) приблизительно 17678 световых лет (около 5420 парсеков) от Солнца. Видимая звёздная величина звезды — от +13,2m до +10,5m.

## Характеристики
GN Возничего — красная пульсирующая переменная звезда, мирида (M) спектрального класса M. Эффективная температура — около 3380 К.